# Carl August von Eschenmayer
Carl August Eschenmayer, a partir de 1812 von Eschenmayer, (também: Adolph (Adam) Karl August (von) Eschenmayer, Neuenbürg/Ducado de Württemberg, 4 de julho de 1768 — Kirchheim unter Teck, 17 de novembro de 1852) foi um médico e filósofo da natureza alemão.

## Biografia
Eschenmayer se matriculou na Universidade de Tübingen em outubro de 1783 para estudar filosofia. Após a morte de seu pai, ele mudou para um estágio comercial em Stuttgart por pressão de seus parentes, onde teve a oportunidade de ouvir palestras na Karlsschule. Sob a influência de Schiller, que estudou na Karlsschule, Eschenmayer, já maior de idade, começou a estudar medicina na Karlsschule dois anos mais tarde, e continuou na Universidade de Tübingen depois que a Karlsschule foi fechada em 1794, graduando-se em março de 1796 com um doutorado e, em novembro do mesmo ano, com o exame de Estado. Após um período de estudos em Göttingen, estabeleceu-se como clínico geral em Kirchheim em 1797, de onde logo foi promovido para Sulz como médico-chefe. Em 1798, casou-se com Johanna Christiana Friderica Bilfinger, um casamento que não teve filhos. Em 1800, Eschenmayer retornou a Kirchheim, onde se tornou o médico da cidade e médico pessoal da duquesa Franziska von Hohenheim.
Em 1811, foi nomeado professor associado de medicina e filosofia na Universidade de Tübingen e, em 1818, foi nomeado professor titular de filosofia prática. Em 1812, von Eschenmayer foi condecorado com a Cruz de Cavaleiro da Ordem de Mérito Civil de Württemberg, que estava ligada ao seu título pessoal de nobreza. Em 1820, recebeu a Cruz de Cavaleiro da Ordem da Coroa de Württemberg.
Eschenmayer se interessou pelo magnetismo animal e também usou a “cura magnética” na prática após sua aposentadoria em 1836. Juntamente com seu amigo Justinus Kerner, investigou a “vidente de Prevorst”, Friederike Hauffe. Assim como Kerner (“Kernbeißer”), Eschenmayer (“Professor Eschenmichel”) também é ridicularizado por Karl Immermann em Münchhausen. Ele pode ser encontrado como “Professor E.” no romance Eritis sicut Deus, de Wilhelmine Canz.

## Efeitos
Eschenmayer foi aluno de Friedrich Wilhelm Joseph Schelling. Ele se preocupou principalmente com a Filosofia da identidade de Schelling, mas também com os ensinamentos de Friedrich Heinrich Jacobi. Na época, Jacobi tentou “superar o pensamento discursivo e o ateísmo do Iluminismo por meio do ‘conhecimento imediato’ intuitivo e da experiência sobrenatural-religiosa”:
“A cognição, no entanto, é extinta apenas no absoluto, onde se torna idêntica ao que é conhecido... O que está além desse ponto, portanto, não pode mais ser cognição, mas sim consciência ou devoção.”
Eschenmayer persuadiu Schelling a mudar seu pensamento, aceitando a dualidade da filosofia. Apesar de todas as suas polêmicas contra Eschenmayer, Schelling assim se antecipou à crítica de Hegel à sua Filosofia da Identidade. Eschenmayer, que devia sua posição elevada em parte ao prestígio que Schelling concedia à medicina, pelo menos aos olhos do público literário do período romântico, foi um dos últimos a apoiar os ensinamentos de Schelling, ao lado de Henrich Steffens e Gotthilf Heinrich von Schubert, depois que a medicina baseada na ciência natural, e não na filosofia natural, começou a predominar. Sabe-se também, nesse contexto, que Wilhelm Griesinger (1818–1868) se recusou a ouvir as palestras psiquiátricas de Eschenmayer em Tübingen.
O tratado Die Philosophie in ihrem Uebergang zur Nichtphilosophie, de 1803, trata dos limites da filosofia e mostra como ela se dissolve na não filosofia. Eschenmayer é considerado o precursor e conceitualizador desse conceito, que foi trazido para o centro do discurso pelos filósofos franceses Gilles Deleuze e François Laruelle na segunda metade do século XX. A não filosofia questiona muitos dogmas filosóficos.

## Publicações
- Säze aus der Natur-Metaphysik auf chemische und medicinische Gegenstände angewandt. Jakob Friedrich Heerbrandt, Tübingen 1797 (Versão digitalizada).
- Versuch, die Geseze magnetischer Erscheinungen aus Säzen der Naturmetaphysik, mithin a priori zu entwikeln. Jakob Friedrich Heerbrandt, Tübingen 1798 (Versão digitalizada)
- Die Philosophie in ihrem Ubergange zur Nichtphilosophie. Walthersche Kunst- und Buchhandlung, Erlangen 1803 (Versão digitalizada), neu hg. als Taschenbuch bei Legare Street Press, 2023, ISBN 978-1021833990
- Versuch die scheinbare Magie des thierischen Magnetismus aus physiologischen und psychischen Gesetzen zu erklären. Johann Georg Cotta, Tübingen 1816 (Versão digitalizada).
- System der Moralphilosophie. Johann Georg Cotta, Stuttgart und Tübingen 1818 (Versão digitalizada).
- Psychologie in drei Theilen, als empirische, reine, angewandte. Zum Gebrauch seiner Zuhörer. Stuttgart und Tübingen, Johann Georg Cotta 1817 (Versão digitalizada), 2. Aufl. 1822
- Religionsphilosophie. 3 Bände, Theil 1: Rationalismus (Versão digitalizada); Theil 2: Mystizismus (Versão digitalizada); Theil 3: Supernaturalismus oder die Lehre von der Offenbarung des A. und N. Testaments (Versão digitalizada), Heinrich Laupp, Tübingen 1818–1824
- Ueber die Abschaffung der Todesstrafen aus Veranlassung des Antrags der Kammer der Abgeordneten von Frankreich. Heinrich Laupp, Tübingen 1831 (Versão digitalizada).
- Die Hegel’sche Religionsphilosophie verglichen mit dem christlichen Princip. Heinrich Laupp, Tübingen 1834 (Versão digitalizada).
- Der Ischariotismus unserer Tage. Eine Zugabe zu dem jüngst erschienenen Werke: Leben Jesu von Strauß, I. Theil. Ludwig Friedrich Fues, Tübingen 1835 (Versão digitalizada).
- Conflict zwischen Himmel und Hölle, an dem Dämon eines besessenen Mädchens beobachtet. Nebst einem Wort an Dr. Strauß. Verlag der Buchhandlung Zu-Guttenberg, Tübingen 1837 (Versão digitalizada).
- Grundriss der Natur-Philosophie. Heinrich Laupp, Tübingen 1832 (Versão digitalizada).
- Grundzüge der christlichen Philosophie mit Anwendung auf die evangelischen Lehren und Thatsachen. C. F. Spittler und Comp., Baseö 1840 (google books).
- Betrachtungen über den physischen Weltbau, mit Beziehung auf die organischen, moralischen und unsichtbaren Ordnungen der Welt. Albert Scheurlen, Heilbronn 1852 (Versão digitalizada).